# Grupo CN (FIA)

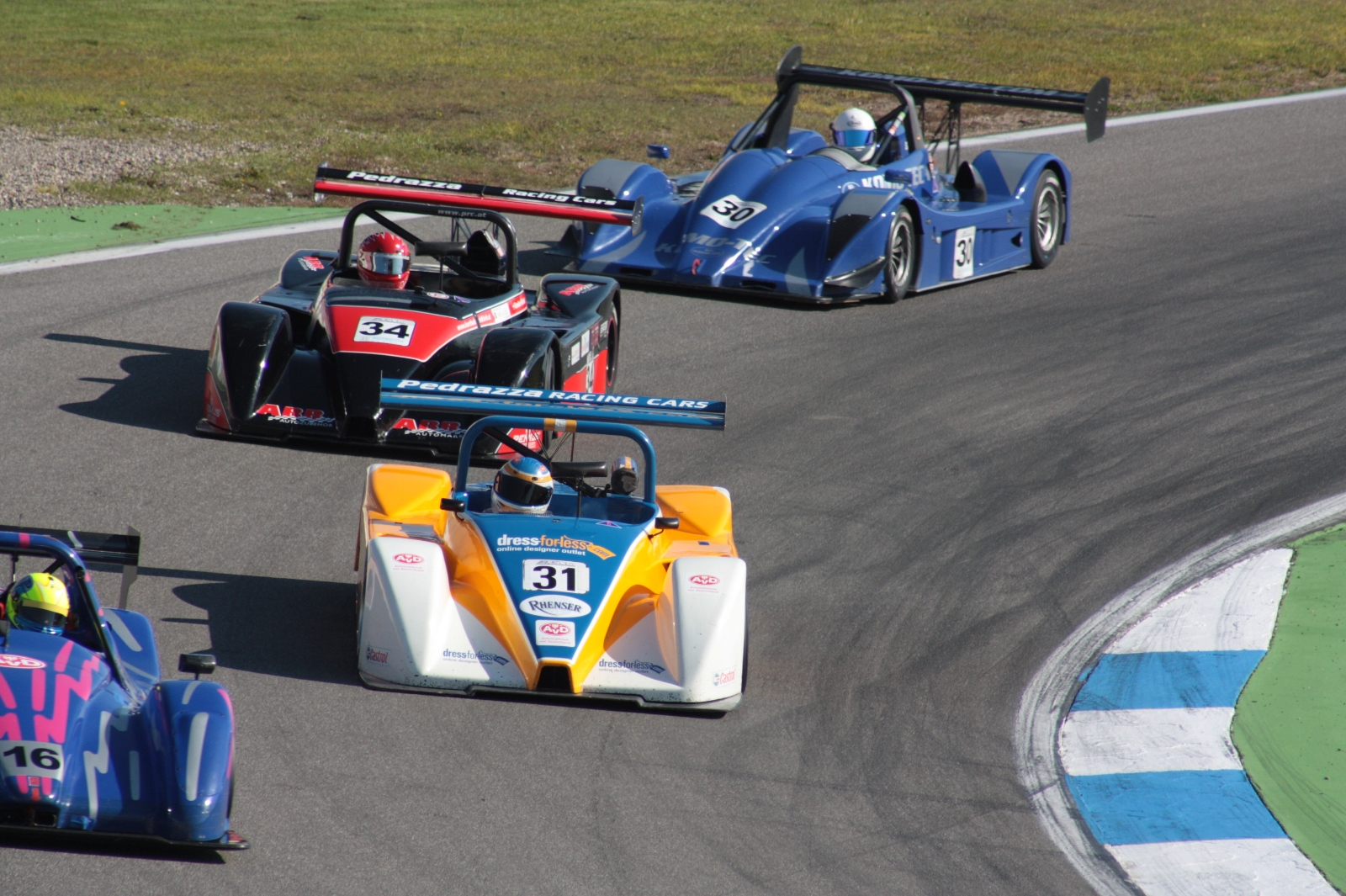
Carros do grupo CN

Grupo CN é uma designação atribuída pela Federação Internacional do Automóvel (FIA) no seu International Sporting Code (ISC), que denota os automóveis esportivos de produção, introduzida no início dos anos 90, como descrito no Apêndice J, artigo 259.
Os carros do Grupo CN são normalmente utilizados em campeonatos de corridas de montanha ou corridas de carros esportivos.[carece de fontes?]